# Tim Christensen
Tim Christensen (født 2. juli 1974 i København) er en dansk sanger, sangskriver og musiker, der fra 1988 til 1998 var sanger, guitarist og komponist for rock-trioen Dizzy Mizz Lizzy, hvis debutalbum solgte i alt 350.000 eksemplarer i Danmark og Japan. Efter opløsningen af Dizzy Mizz Lizzy etablerede Tim Christensen sig som solokunstner med debutalbummet Secrets on Parade fra 2000, der solgte 70.000 eksemplarer, godt hjulpet på vej af singlen "Love Is a Matter Of...".
I 2002 valgte DR1 "Right Next to the Right One" som titelsang til den succesfulde dramaserie Nikolaj og Julie. Sangen blev ét af Tim Christensens største hits til dato, og udkom senere på albummet Honeyburst (2003). Honeyburst endte med at sælge mere end 130.000 eksemplarer og blev fulgt op af et live-album optaget i de legendariske Abbey Road Studios i London i september 2004. I 2008 udkom Tim Christensen tredje studiealbum, Superior. Albummet blev som de foregående en kommerciel succes med et salg på 30.000 eksemplarer.
Tim Christensen nævner The Beatles som en af sine største inspirationskilder. Han har medvirket på indspilninger med bl.a. Kashmir, Mew, Lars H.U.G., Rasmus Nøhr, Tue West, Kim Larsen og Mads Langer.

## Musikkarriere

### Dizzy Mizz Lizzy
I 1988 dannede Tim Christensen (sang og guitar) Dizzy Mizz Lizzy sammen med Martin Nielsen (bas) og Søren Friis Larsen (trommer). I 1993 vandt de DM i Rock, og det bragte dem til udgivelsen af debut cd'en "Dizzy Mizz Lizzy" som i Danmark solgte over 220.000 eksemplarer. Derudover blev de yderst populære i især Japan; og Tyskland, Belgien og Holland tog godt imod dem. I 1996 udgav de "Rotator" som solgte næsten lige så godt som debutpladen. Pladen blev indspillet i Abbey Road Studios i London. (Dizzy Mizz Lizzy Udgav også en 3. cd i Japan, hvor de fik meget stor succes)
I foråret 1998 blev Dizzy Mizz Lizzy opløst pga. personlige og musikalske uenigheder. Af de tre var det kun Tim som forfulgte en solokariere, som han har haft stor succes med i Danmark såvel som i udlandet. Dizzy Mizz Lizzy er kun én gang blevet genforenet siden bruddet. Det skete til "Brandalarm" (støttekoncert) den 16. august 2006, hvor de spillede i Store VEGA i København. De spillede fem numre for derefter at opløse sig selv for anden gang. I 2010 genforenedes Dizzy Mizz Lizzy til en turne. De startede med at offentliggøre 5 koncerter (Odense, Esbjerg, Aarhus, Aalborg og København). København (KB Hallen) blev udsolgt på 15 sekunder. Hele turnéen var udsolgt på ca. 10 minutter. Ekstra koncerter i Esbjerg, Aarhus og 3 koncerter i København blev sat til salg, og udsolgt med det samme. Koncerten i Odense blev flyttet fra Odense Idrætshal til det noget større Arena Fyn. Også den koncert blev udsolgt. Så blev der offentliggjort en turné i Japan og danske festivaler. De spillede bl.a. på Virocker, Jelling Musikfestival, Skive Festival, Roskilde Festival på Orange Scene, Nibe Festival, Vig Festival, Langelandsfestivalen og Danmarks Smukkeste Festival, for bare at nævne nogle af dem. De offentliggjorde de sidste 4 koncerter på turnéen, i Aarhus, København og to i Tokyo. Det københavnske show blev udsolgt med det samme. Aarhus koncerten blev udsolgt efter noget tid. I alt spillede de 49 koncerter.

### Solokarriere
Tim har udgivet fire soloalbums: Secrets on Parade (2000), Honeyburst (2003), Superior (2008) og Tim Christensen & The Damn Crystals (2011). Blandt hans største solohits er "Love Is a Matter of...", "Get The Fuck Out Of My Mind", "Kings Garden", "Right Next to the Right One", "How Far You Go", "Jump The Gun", "Whispering at the Top of my Lungs", "Superior" og "Surprise Me"
Desuden har han medvirket på en række danske kunsterneres udgivelse, heriblandt Inside The Whale, Mew og Kashmir. 
I 2004 spillede Tim og hans liveband to eksklusive koncerter i Studio 1 i Abbey Road Studios i London. Det var samme studie som The Beatles og Pink Floyd brugte til at indspille i i 1960'erne og 1970'erne. Koncerterne fandt sted den 2. og 3. september og blev udsendt på både DVD, CD og LP. Tims liveband bestod dengang af Nicolai Munch-Hansen (bas), Lars Skjærbæk (sang, guitar og mellotron) og Olaf Olsen (trommer). Olaf er i nogle tilfælde blevet erstattet af bl.a. Johan Lei Gellett, når Olaf har spillet i sit eget band.
Desuden har Lars Skjærbæk startet bandet Boat Man Love som turnerer Danmark rundt og Nikolaj Munch-Hansen kom med i sin kones, Kira Skov, band: Kira and The ghost riders. 
Den 24. november 2008 udgav Tim Christensen sin første plade i 5 år, med titlen Superior.
I kølvandet på 'Superior' begav Tim Christensen med band sig på turne rundt i hele landet. Denne gang bestod livebandet, foruden Tim, af Lars Skjærbæk (guitar, vocals), Søren Koch (bass, vocals), Jesper Lind (drums) og Christoffer Møller (keyboards). Denne version af bandet medvirkede på Christensen's 4. solo-album fra 2011 og blev i den forbindelse døbt "The Damn Crystals". I 2012 turnerede Tim Christensen & The Damn Crystals i Danmark, Norge, Holland og Japan.
I forbindelse med Copenhells 10-års jubilæum blev supergruppen Omvendt Korstog dannet af Christensen, Jacob Binzer (D-A-D), Casper Popp (Bersærk), Allan Tschicaja (Pretty Maids) og Niklas Sonne (Defecto) for at udgive EP'en Ti år i helvede med de to sange "Ulvens ed" og "Hårde tider", der blev udgivet i 2019.

### Andet
Tim Christensen har medvirket i DR1's populære drama-serie, Nikolaj og Julie, hvor sangen "Right next to the right one" var seriens titelmelodi. Sangen er også blevet benyttet i international sammenhæng. I slutningen 2007 valgte den fransk-canadiske sangerinde Celine Dion "Right next to the right one" til hendes album Taking Chances.

## Privatliv
Tim Christensen danner par med journalist Marie Wiuff og de har sammen to børn.
Tim Christensen har tidligere dannet par med Pernille Rosendahl, forsanger for det tidligere Swan Lee, fra midten af 1990'erne til 1998. Fra 2004 til 2006 var han kæreste med topmodel Cecilie Thomsen. Indtil 2008 dannede han par med sangerinden og frisøren Michelle Djarling. Fra 2011 til 2014 dannede han par med danseren Michella Laura Madsen.

## Diskografi

### Studiealbum
- Secrets on Parade (2000)
- Honeyburst (2003)
- Superior (2008)
- Tim Christensen and the Damn Crystals (2011)

### Livealbum
- Live at Abbey Road Studios 2004 (2004)
- Pure McCartney (Tim Christensen, Mike Viola, Tracy Bonham with the Damn Crystals) (2013)

### EP'er
- The EP Series - Volume 1: Acoustic Covers (2012)

### Singler
- 2000: "Get the Fuck Out of My Mind"
- 2000: "21st Century High"
- 2001: "Love Is a Matter Of..." / "Misty Mono" (Non-album track) / "Get the Fuck Out Of My Mind (Live)"
- 2001: "Watery Eyes"
- 2001: "King's Garden" / "Primetime"
- 2002: "Right Next to the Right One"
- 2003: "Whispering at the Top of My Lungs"
- 2003: "How Far You Go"
- 2004: "Jump the Gun"
- 2004: "Surfing the Surface"
- 2004: "Lost and Found (Live)" / "Isolation Here I Come (Live)"
- 2005: "Barbedwired Baby's Dream (Live)"
- 2008: "Superior"
- 2009: "Hard to Make You Mine"
- 2009: "India"
- 2009: "Tell Me What You Really Want"
- 2011: "Surprise Me"
- 2012: "Happy Ever After"
- 2012: "Far Beyond Driven"
- 2012: "Never Be One Until We're Two"